# 홀덴 쿠페 60
홀덴 쿠페 60(영어: Holden Coupe 60)은 홀덴에서 2008년에 등장한 스포츠카이다. 생산비용은 250만 달러이다.

## 비디오 게임에서의 등장
- 아스팔트 8: 에어본